# La Fanfarria del Capitán
La Fanfarria del Capitán — аргентинская вокально-инструментальная группа, созданная в 2004 году тремя музыкантами из Буэнос-Айреса: Вики Корнехо, Херонимо Кассанье и Франсиско Меркадо. Стиль группы, объединяющий рок, кумбию, танго, ска, балканские и латинские ритмы, сами музыканты назвали fanfarria latina. В настоящее время группа работает над записью третьего альбома и готовится к очередному мировому туру, в ходе которого вновь объединит в своем составе музыкантов из разных стран — Мексики, Испании, Голландии, Германии, Греции, России, Украины, Китая, Японии.

## История группы
Группа изначально называлась Capitan Tifus и сформировалась в конце 2004 года как результат различных творческих объединений, участниками которых били Херонимо Кассанье (гитара), Вики Корнехо (вокал) и Фран Меркадо (гитара, скрипка). В 2005 году к группе присоединился Хулиан Роперо (ударные), за чем последовало турне по городам Аргентины. В 2006 году музыканты записывают свой первый альбом «Flores del Bosque de Bolonia», спродюсированный Матиасом Селла (работавшим с такими аргентинскими и уругвайскими музыкантами, как Кевин Йохансен и Хорхе Дрекслер) и выпущенный на студии EMI Publishing в 2007 году. В записи альбома также приняли участие Фернандо Мантарас (бас-гитара), Андрес Реборатти (духовые) и Тринидад Лопес Росенде (вокал). Материал первого альбома можно скорее отнести к жанру рок, большинство входящих в него песен — на английском языке.
В 2007 году Capitan Tifus стали участниками проекта Nokia Trends Artemotion, совершив тур по аргентинским провинциям, который транслировался по телевидению. В этом же году продюсер и исполнитель даб и регги Mad Professor пригласил Вики принять участие в его туре, и они вместе выступили в Англии, Мадриде и Буэнос-Айресе.
В 2009 году группа удостоилась премии Diente de Oro в номинации «креативная группа» и была названа EMI одним из самых многообещающих проектов года.
В 2011 году La Fanfarria del Capitán представляли Буэнос-Айрес на фестивале Botanique в Болонье, Италия. С этого начался первый международный тур, в ходе которого группа отыграла 40 концертов в Италии, Испании, Германии, Чехии и Австрии. В начале 2012 года в свет вышел второй альбом группы «E Viva!», продюсером которого также стал Селла. Материал был записан в Аргентине и выпущен в Австрии студией Newton Records. В записи принимали участие множество сессионных музыкантов, в том числе специально приглашенные уругвайские исполнители Себастиан Хантос и Даниэль Дрекслер и Хуана Чанг из группы Kumbia Queers.
Вскоре к группе присоединяется Эмилиано Иуммато (труба), и обновленный La Fanfarria del Capitán отправляется в мировой тур «Mondo Tour 2012» — 7 месяцев, 87 концертов, 10 стран: Аргентина, Германия, Нидерланды, Швеция, Чехия, Австрия, Украина, Россия, Китай и Япония. В ходе этого тура группа сотрудничала с музыкантами из разных стран: Йозеф Тойнэ (Германия) — ударные, Мариана Борсатто (Бразилия) — кларнет, гармоника, Волкер Бауланд (Нидерланды) — тромбон, Хулиан Пальмеро (Аргентина) — тромбон, Хорди Гусман (Китай) — бас и Альберт Касанова (Каталония) — кубанский трес, бас. Тогда же состоялось знакомство с российским музыкантом Юрием Каплей, благодаря чему география тура расширилась, включив Россию и Украину. В ходе тура La Fanfarria del Capitán выступали, в частности, на таких фестивалях, как Fusion Festival (Лерц, Германия), Mighty Sounds (Табор, Чехия), Nuevo Sol (Росток, Германия) Движение (Пермь, Россия), Урожай (Москва, Россия), OCT-Loft Jazz Festival (Шэньчжэнь, Китай).
В 2013 году состоялся третий мировой тур группы, «Fanfarria Latina» (5 месяцев, 10 стран, 63 концерта). Он начался с крупнейшего аргентинского фестиваля Pepsi Music и включил выступления на таких европейских фестивалях, как Trutnov Festival (Чехия), Дикая Мята (Россия), Mundial (Бельгия). В ходе германской части тура группа выступила совместно с такими известными аргентинскими коллективами, как Bomba Estereo (фестиваль Lido, Берлин), Karamelo Santo (Die Pumpe, Киль) и Bersuit Vergarabat (Karneval de Kulturen, Берлин).
В 2011, 2012, 2013 и 2014 годах городские власти, Министерство культуры и Министерство иностранных дел Аргентины объявили La Fanfarria del Capitán Послами аргентинской культуры в мире.
В 2014 году группа совершила свой четвёртый международный тур, под названием «Fanfarria Latina on tour 2014», в рамках которого они посетили Германию, Чехию, Австрию, Бельгию, Нидерланды, Финляндию, Украину, Польшу, Словакию, Италию, Францию и Испанию. Тур начался в Буэнос Айресе, где группа открывала фестиваль Rock BA 2014, и всего было сыграно 50 концертов в течение 4 месяцев. В этом туре они также совместно выступали с группой Bersuit Vergarabat, а наиболее заметными фестивалями стали World Village Festival (Финляндия), Wutzrock Festival (Гамбург), Karneval der Kulturen (Берлин), Mundial Festival (Бельгия), Trutnov Festival (Чехия), Międzynarodowe Święto (Польша).
В октябре 2015 года в рамках своего 5-го международного тура группа совершила 28 концертов в Германии, Бельгии, Нидерландах, Словении, Словакии и Чехии
В 2016 году выходит четвёртый альбом группы под названием La Giravida. Продюсерами выступили Диего Бланко (группа Los Pericos) и Херонимо Кассанье. В записи принимало участие более 40 приглашенных музыкантов из Македонии, Испании, Германии, Италии, Греции и Аргентины, в том числе Kocani Orkestar, для записи с которым группа специально приехала в Македонию. Альбом состоит из 12 песен, стили которых варьируются от балканского до аргентинской кумбии и лирических баллад. Также на диске присутствуют две народные песни из Италии и Греции.

## Участники
В настоящее время состав La Fanfarria del Capitán — это трое постоянных участников-аргентинцев и множество музыкантов из разных стран, сотрудничество некоторых из которых с группой бывает эпизодическим, другие же из года в год присоединяются к группе во время её европейских гастролей.

### Основной состав
- Вики Корнехо (Vicky Cornejo) — вокал, гармоника, перкуссия
- Херонимо Кассанье (Jeronimo Cassagne) — гитара
- Франсиско Меркадо (Francisco Mercado) — бас-гитара, скрипка
- Майк Касенаве (Maik Cazenave Cantón) — ударные
- Факундо Перес Торрес (Facundo Perez Torres) — тромбон
- Федерико Санчез (Federico Sanchez) — труба
- Валерия Веласкес (Valeria Velasquez) — скрипка
- Хуан Пабло Пелаэс (Juan Pablo Peláez)— труба

#### Приглашенный музыкант
- Юрий Капля — флейта, перкуссия

## Дискография
- 2007 — Flores del Dosque de Bolonia
- 2012 — Viva!
- 2014 — Fanfarria Latina on tour16
- 2016 — La Giravida17

## Видео
| Год  | Название                          | Вид               |
| 2007 | Hawaii                            | Видеоклип         |
| 2012 | Mondo Tour 2012                   | Концертная запись |
| 2013 | Maradevi (снято в Буэнос-Айресе)  | Видеоклип         |
| 2013 | Amor y mucho más (снято в Японии) | Видеоклип         |
| 2014 | Tour 2014                         | Видеоклип         |
| 2016 | Via Nacionale (снято в Македонии) | Видеоклип         |
| 2018 | Bella Ciao (снято в Аместедаме)   | Видеоклип         |
| 2018 | Maria (снято в Буэнос-Айресе)     | Видеоклип         |

## Награды
• Diente de Oro (2009)